# 카우프도르프
카우프도르프(독일어: Kaufdorf)는 스위스 베른주의 베른-미텔란트구에 있는 자치체이다.

## 역사
카우프도르프는 1148년에 Cuffedorf로 처음 언급되었다.
카우프도르프 마을은 부르키슈타인 영지의 일부였던 1319년의 기록에 처음 나타난다. 그것은 폰 슈타인 가문에 의해 그리고 1386년에 슈필만 가문에 의해 인수되었다. 그들은 결국 베른에 있는 인젤슈피탈 수도원에 마을을 기증했다. 베른이 1528년 종교 개혁의 새로운 신앙을 받아들였을 때 수도원은 세속화되었고, 도시는 카우프도르프를 인수했다.
마을은 항상 투어넨의 큰 교구의 일부였다. 1495년에 성 우르수스 예배당이 마을에 세워졌다. 그러나 그것은 결국 버려졌고 지금은 폐허이다.
1855년과 1911년 사이에 일련의 프로젝트가 귀르베강을 따라 습지를 배수하고 새로운 농지를 개척하는 데 도움이 되었다. 1901년 귀르베탈 철도(현재 BLS의 일부)는 카우프도르프에 역을 건설했다. 철도는 마을을 개방하고 기업의 입주와 주민들의 출퇴근을 가능하게 했다. 1970년대부터 늘어나는 통근 인구를 위해 트륌레레와 로르마트의 새로운 지역이 건설되었다.

## 카우프도르프 차량 묘지

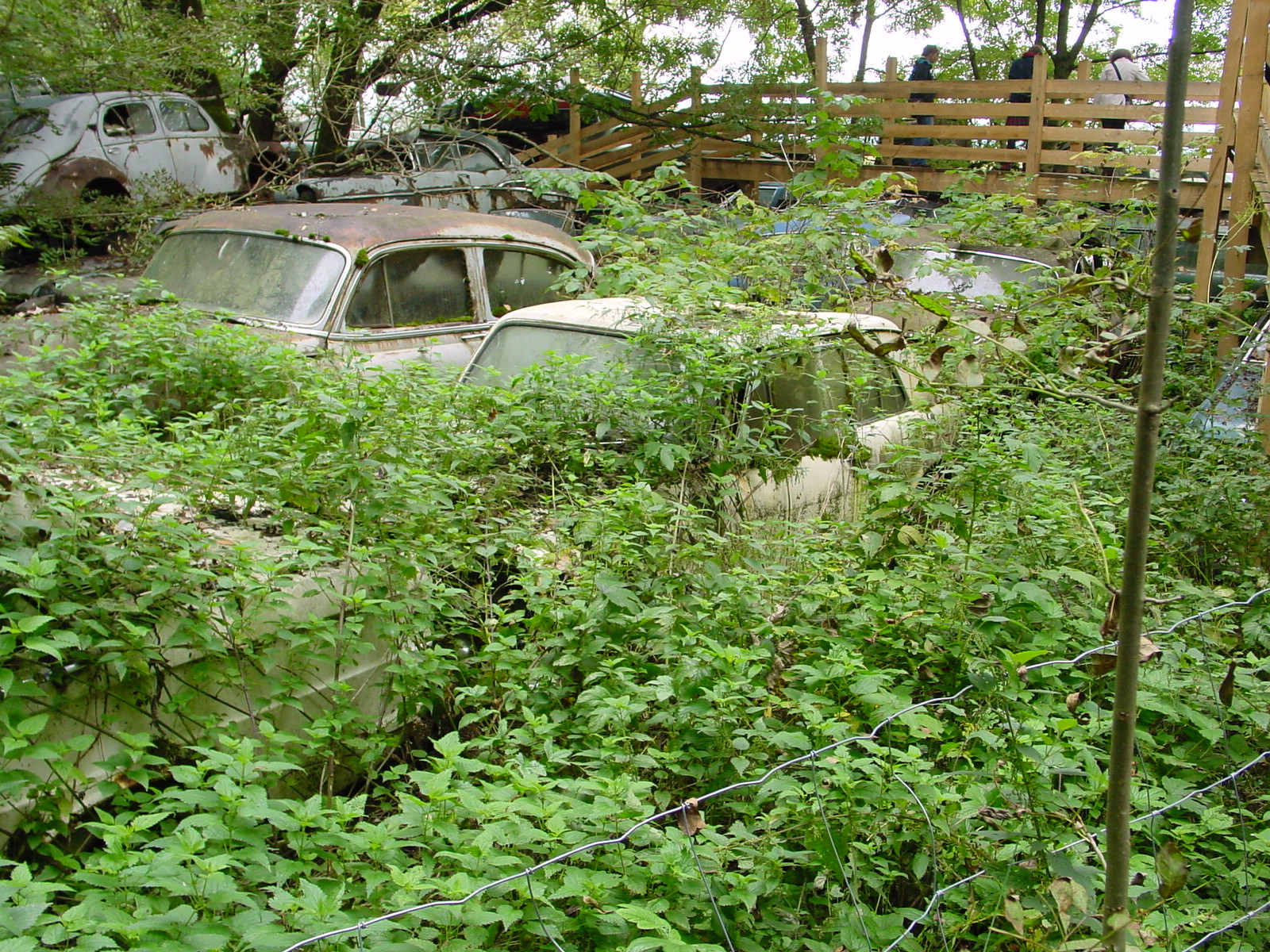
2008년 묘지터

1933년경, 카우프도르프 거주자 발터 메세를리는 자동차 부품 수집을 시작했다. 차량에서 사용할 수 있는 부품을 제거한 후 그는 빈 조개껍데기를 자신의 땅에 보관하고 주변에 숲이 자랄 수 있도록 했다. 그가 은퇴한 1970년대까지 그의 부지에는 수백 대의 녹슨 자동차 차체가 있었다. 그의 아들이 마당을 인수하고 계속해서 차량을 추가했다. 결국 1000여 대의 자동차와 400여 대의 오토바이가 마당을 차지했다. 2008년 스위스 법원은 차량을 철거하라는 명령을 내렸고 2009년까지 대부분의 차량이 경매, 판매 또는 철거되어 폐기되었다.

## 지리

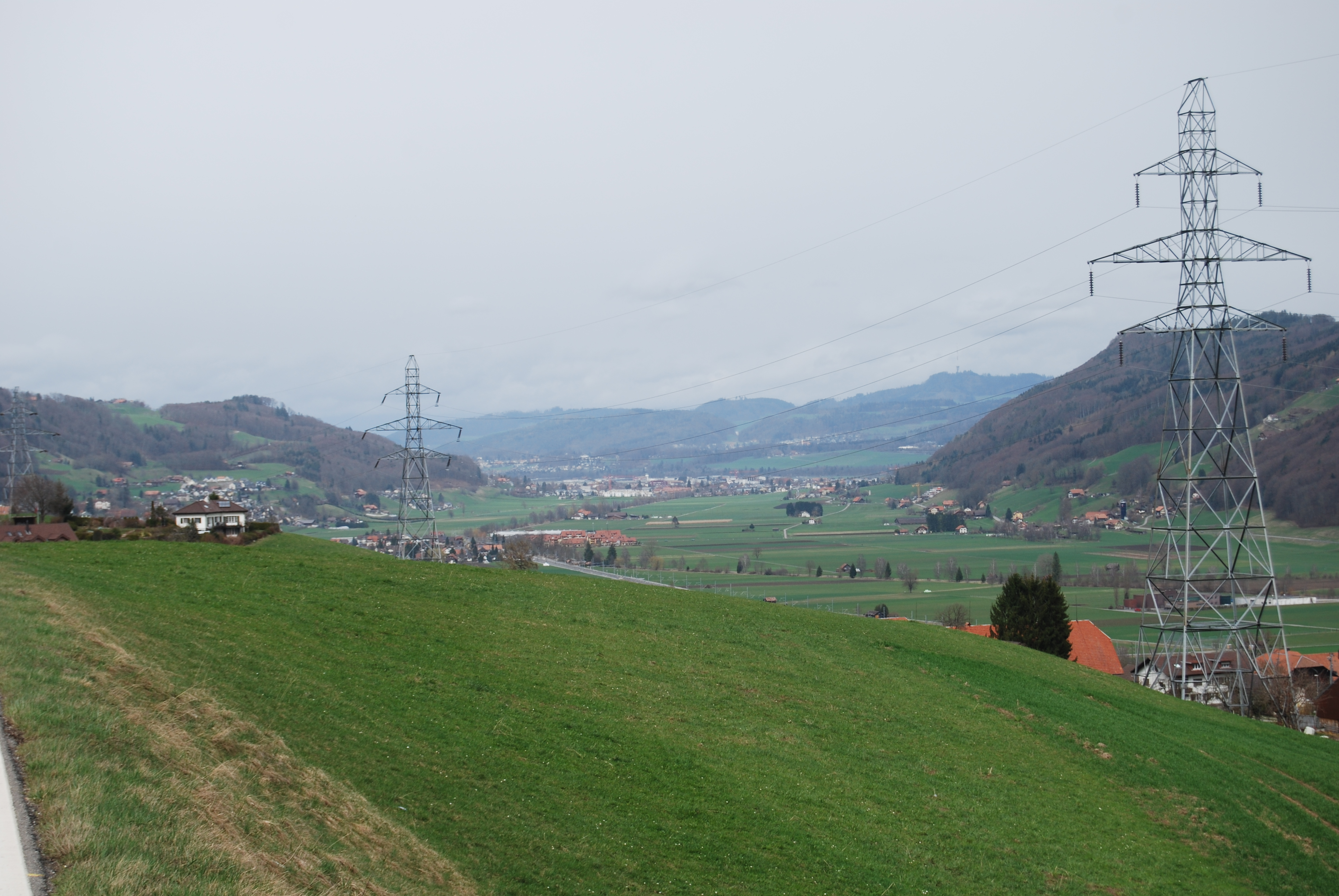
카우프도르프, 겔터핑엔과 토펜으로 구성된 귀르베 계곡

카우프도르프의 면적은 2.06k㎡이다. 2012년 기준으로 총 1.35k㎡ (65.5%)가 농업 목적으로 사용되는 반면 0.3k㎡ (14.6%)는 산림으로 사용된다. 나머지 시정촌은 0.42k㎡ (20.4%)가 정착(건물 또는 도로), 0.03k㎡ (1.5%)가 강 또는 호수이다.
같은 해 산업 건물은 전체 면적의 2.4%, 주택과 건물은 8.7%, 교통 기반 시설은 8.3%를 차지했다. 삼림 지대는 모두 울창한 숲으로 덮여 있다. 농경지 중 34.0%는 작물 재배에 사용되며, 27.2%는 목초지로, 4.4%는 과수원이나 덩굴 작물에 사용된다. 시정촌의 모든 물은 흐르는 물이다.

시정촌은 귀르베탈과 렝겐베르크산에 있다. 그것은 흩어져있는 농장과 함께 카우프도르프와 구텐브뤼넨의 마을로 구성된다.
2009년 12월 31일에 시정촌의 이전 구역인 제프티겐구가 해산되었다. 다음 날 2010년 1월 1일에 새로 설립된 베른-미텔란트구에 합류했다.

## 인구통계

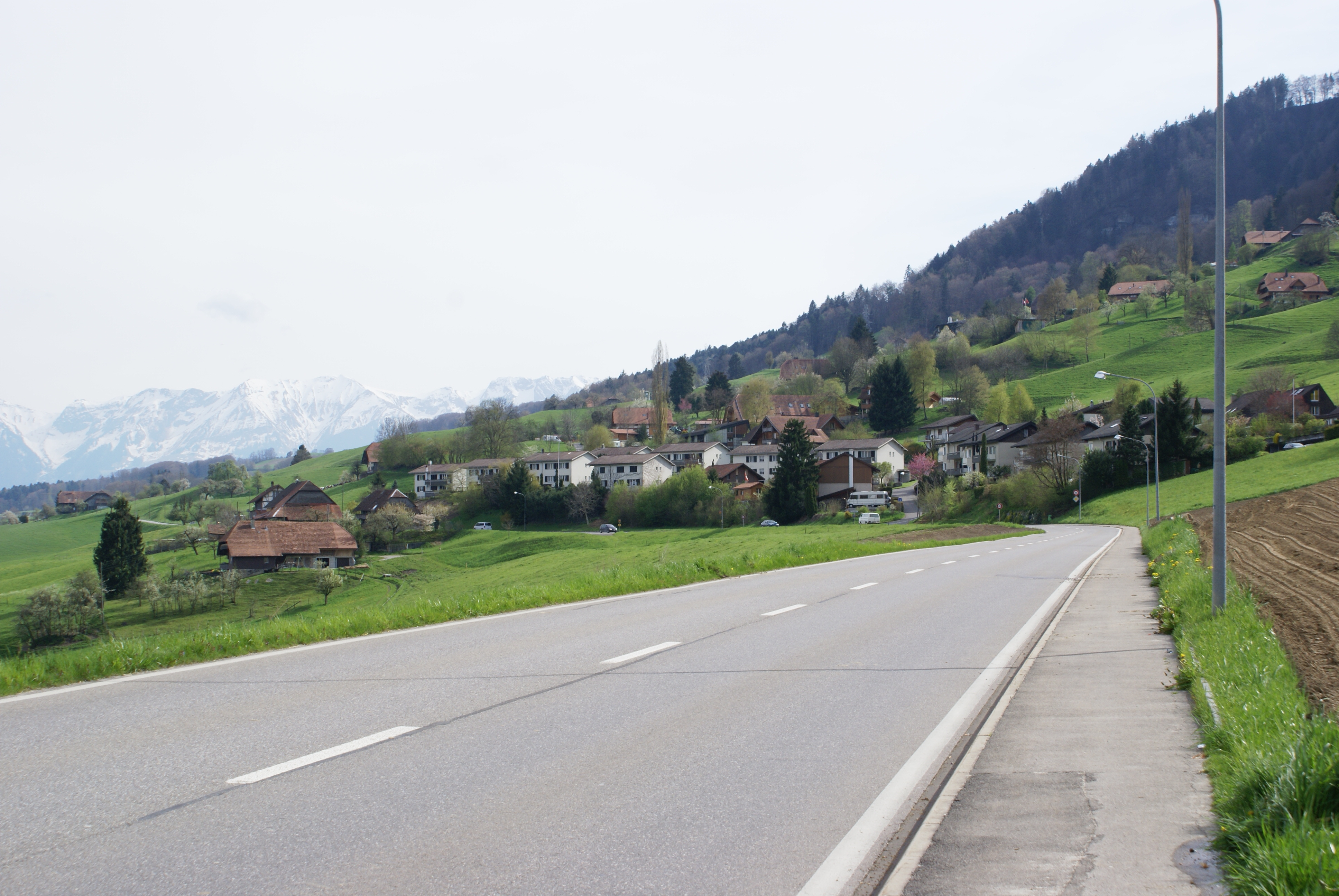
카우프도르프 마을

2020년 12월 기준, 카우프도르프의 인구는 1,073명이다. 2012년 기준으로 인구의 8.7%가 거주하는 외국인이다. 2010년부터 2012년까지 지난 2년 동안 인구는 1.8%의 비율로 변경되었다. 이민은 0.7%, 출생과 사망은 0.8%를 차지했다.
2000년 기준, 인구 대부분인 753명(95.3%)이 독일어를 모국어로 사용하고, 알바니아어가 13명(1.6%)으로 두 번째로 많이 사용되고, 프랑스어가 6명(0.8%)으로 세 번째로 사용된다. 이탈리아어를 할 줄 아는 사람 1명과 로만슈어를 할 줄 아는 사람이 1명 있다.
2008년 기준으로 인구는 남성 49.7%, 여성 50.3%이다. 인구는 458명의 스위스 남성(44.5%)과 53명(5.2%)의 비스위스계 남성으로 구성되었다. 스위스 여성은 475명(46.2%), 비스위스계 여성은 43명(4.2%)이었다. 지자체의 인구 중 179명(22.7%가 카우프도르프에서 태어나 2000년에 그곳에 살았다. 같은 주에서 태어난 382명(48.4%)가 있었고, 145명(18.4%)가 스위스 다른 곳에서 태어났다. 그리고 67명(8.5%)은 스위스 밖에서 태어났다.
2012년 기준으로 아동·청소년(0~19세)이 24.3%, 성인(20~64세)이 61.5%, 노인(64세 이상)이 14.1%를 차지한다.
2000년 기준으로 시정촌에는 미혼이거나, 독신인 사람이 319명 있다. 기혼자는 400명, 미망인은 46명, 이혼한 사람은 25명이었다.
2010년 기준 1인 가구는 93가구, 5인 이상 가구는 24가구이다. 2000년 기준으로 상시 임대된 아파트는 총 317채(전체의 94.9%)였으며, 성수기 아파트는 10채(3.0%), 비어 있는 아파트는 7채(2.1%)였다. 2013년 시정촌 공실률은 2.3%였다. 2011년에 단독 주택은 시정촌 전체 주택의 68.2%를 차지했다.
역사적 인구는 다음 차트에 나와 있다.

## 정치
2011년 연방 선거에서 가장 인기 있는 정당은 28.3%의 득표율을 기록한 스위스인민당(SVP) 이었다. 다음으로 가장 인기 있는 3개 정당은 사회민주당(SP) (20.6%), 보수민주당(BDP) (15.2%), 녹색당 (10.3%)이었다. 연방 선거는 총 472표를 던졌고 투표율은 63.9%였다.

## 경제
2011년 현재 카우프도르프의 실업률은 1.31%이다. 2011년 기준으로 시정촌에 고용된 사람은 총 187명이다. 이 중 1차 경제 부문에 30명이 고용되었고, 이 부문에 약 12개 기업이 참여했다. 61명이 2차 부문에 고용 되었고, 이 부문에 14개의 기업이 있었다. 96명이 3차 부문에 고용되었으며, 이 부문에는 40개의 기업이 있다. 시정촌 주민은 435명으로 일정 정도 고용되었으며, 그중 여성이 전체 노동력의 43.9%를 차지했다.
2008년에는 총 130개의 정규직에 상응하는 일자리가 있었다. 1차 부문의 일자리 수는 25개였으며, 모두 농업에 있었다. 2차 부문의 일자리 수는 51개로 그중 2개(3.9%)가 제조업, 45개(88.2%)가 건설업이었다. 3차 부문의 일자리 수는 54개였다. 3차 부문의 경우 5명(9.3%)는 도소매 또는 자동차 수리, 6명(11.1%는 상품의 이동과 보관, 9명(16.7%)는 호텔 또는 레스토랑, 3명(5.6%)는 정보 산업에 종사했다. 8명(14.8%)는 기술 전문가 또는 과학자, 7명(13.0%)는 교육, 5명(9.3%)는 의료 분야에 있었다.
2000년 기준으로 시정촌으로 출퇴근하는 근로자는 71명, 출퇴근 근로자는 329명이었다. 지자체는 근로자의 순 수출국으로, 들어오는 1명당 약 4.6명의 근로자가 지자체를 떠나고 있다. 총 106명의 근로자(시 전체 근로자 177명 중 59.9%)가 카우프도르프에 거주하고 일했다. 근로인구의 33.6%는 대중교통을 이용하여 출퇴근하고 43.9%는 자가용을 이용하였다.
2011년에 150,000CHF를 버는 카우프도르프의 기혼 거주자에 대한 평균 지방 및 주 세율은 12.5%인 반면 미혼 거주자의 세율은 18.4%였다. 비교를 위해 같은 해 전체 주의 평균 비율은 14.2%와 22.0%인 반면 전국 평균은 각각 12.3%와 21.1%였다.
2009년에 지자체에 총 402명의 납세자가 있었다. 그중 181개가 연간 75,000CHF 이상을 벌었다. 1년에 15,000에서 20,000 사이를 버는 사람이 한 명 있었다. 카우프도르프에 있는 75,000 CHF 이상 그룹의 평균 수입은 115,259 CHF인 반면, 스위스 전체의 평균은 130,478 CHF였다.
2011년에는 전체 인구의 1.4%가 정부로부터 직접적인 재정 지원을 받았다.

## 종교
2000년 인구 조사에서 575명(72.8%)이 스위스 개혁 교회에 속했고, 79명(10.0%)이 로마 카톨릭에 속했다. 나머지 인구 중 정교회 교인이 1명, 다른 기독교 교인이 35명(4.43%)이었다. 무슬림은 20명(2.53%)이었다. 불교 1명 있었다. 69명(8.73%)이 교회에 속하지 않고, 불가지론자 또는 무신론자이며, 10명(1.27%)이 질문에 대답하지 않았다.

## 교육
카우프도르프에서는 인구의 약 60.9%가 필수가 아닌 고등 교육을 이수했으며, 25.2%가 추가 고등 교육(대학 또는 응용학문대학)을 마쳤다. 인구 조사에 나와 있는 어떤 형태의 고등 교육을 이수한 123명 중 69.9%가 스위스 남성, 22.8%가 스위스 여성, 5.7%가 비스위스계 남성이었다.
베른주 학교 시스템은 1년의 의무가 아닌 유치원, 6년의 초등학교를 제공한다. 이후 3년 동안의 의무적 중학교 과정을 거쳐 학생들을 능력과 적성에 따라 구분한다. 중학교 이하 학생들은 추가 학교에 다니거나 견습생으로 들어갈 수 있다.
2011-12학년도 동안 카우프도르프의 수업에 총 108명의 학생이 참석했다. 시정촌에는 총 31명의 학생이 있는 2개의 유치원 수업이 있었다. 유치원생 중 3.2%는 스위스의 영주권 또는 임시 거주자(시민권 아님)였으며, 3.2%는 교실 언어와 다른 모국어를 사용한다. 지자체에는 4개의 초등 학급과 77명의 학생이 있었다. 초등학생 중 5.2%는 스위스의 영주권 또는 임시 거주자(시민권 아님)였으며, 6.5%는 교실 언어와 다른 모국어를 사용한다.
2000년 현재, 시정촌의 모든 학교에 다니는 학생은 총 87명이다. 그중 72명은 지자체에 거주하여 학교에 다녔고 15명은 다른 지자체에서 왔다. 같은 해에 58명이 시외 학교에 다녔다.

## 교통
- 카우프도르프역